# Шишкар сосновий
Шишка́р сосно́вий (Loxia pytyopsittacus) — вид горобцеподібних птахів родини в'юркових (Fringillidae). Гніздиться у Скандинавії і на північному сході Європи. Вид переважно осілий, проте інколи може здійснювати нальоти (інвазії) у віддалені регіони. В Україні залітний взимку на території Полісся.

## Опис

### Морфологічні ознаки

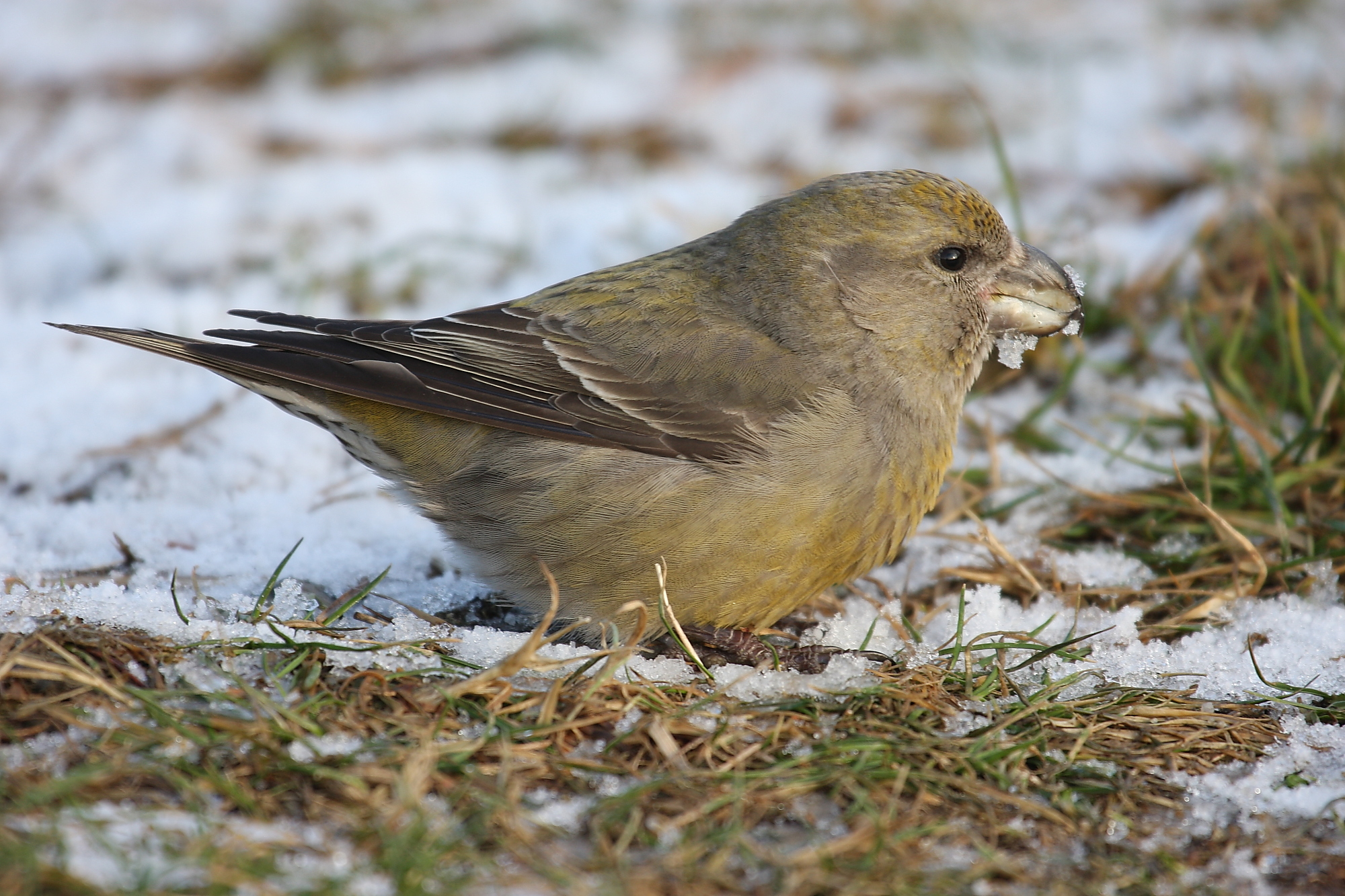
Самка

Птах більший за горобця. Маса тіла 35-50 г, довжина тіла близько 18 см, довжина крила — 104—108 мм, хвоста — 62—68 мм, дзьоба — 19—22 мм, цівки — 21—23 мм. Дуже подібний до шишкаря ялинового. Дорослий самець майже цілком червоний; задня частина черева і підхвістя сіруваті; на бурих покривних перах крил червоний відтінок; махові і стернові пера бурі; дзьоб масивний, бурий, кінці щелеп схрещені; ноги бурі. Доросла самка сірувато- зелена, на спині помірна темна строкатість; поперек і надхвістя жовтувато-зелені. Молодий птах сірувато- білий, з густою темною строкатістю.
Від білокрилого шишкаря відрізняється відсутністю білих смуг на крилах, від ялинового шишкаря — масивнішим дзьобом і дещо більшими розмірами.

### Звуки
Голос трохи нижчий за тональністю і грубіший, ніж у ялинового шишкаря.

## Поширення та місця існування
Ареал: Північно-Західна Євразія від Скандинавії і Данії і долини Іртиша на сході. На півночі в Скандинавії до 67-ї паралелі, у Фінляндії до 65-ї паралелі, до південної частини Кольського півострова, між східним берегом Білого моря і Уральським хребтом до 66-ї паралелі, звідки північна межа ареалу простягається до району Тюмені. На південь до Мекленбургу, північної Польщі, до Мінської, Смоленської, Тверської, Владимирської, Ульяновської областей, звідки південна межа ареалу простягається до району Тюмені. Взимку кочує на схід до Єнісею.
Шишкар сосновий є переважно осілим птахом. Проте в окремі роки, за нестачі їжі, може здійснювати нальоти (інвазії), хоча вони мають меншу інтенсивність, ніж у ялинового шишкаря. Протягом останніх десятиліть найбільші інвазії спостерігались в 1962, 1982 та 1990 роках. У 1962 птахи досягли Бельгії та Великої Британії; у 1982 птахи досягли західної Британії та Мекленбургу в Німеччині; у 1990 інвазія була більшою — шишкарі були відмічені у Великій Британії, Бельгії, східній Франції та південно-західній Німеччині.
Шишкар сосновий мешкає переважно в соснових лісах, але іноді зустрічається серед інших хвойних дерев, наприклад, ялин. Досить рідко трапляється в мішаних хвойно-листяних лісах, оскільки його основним кормом є насіння сосни. Зустрічається також серед штучних хвойних насаджень.
В Україні залітний взимку птах на території Полісся.

## Чисельність
У межах Європи станом на 2015 рік гніздиться 425 тис. — 1,56 млн пар, що становить понад 95 % світової популяції. Чисельність у цілому стабільна, проте в окремі роки може сильно коливатись.

## Гніздування

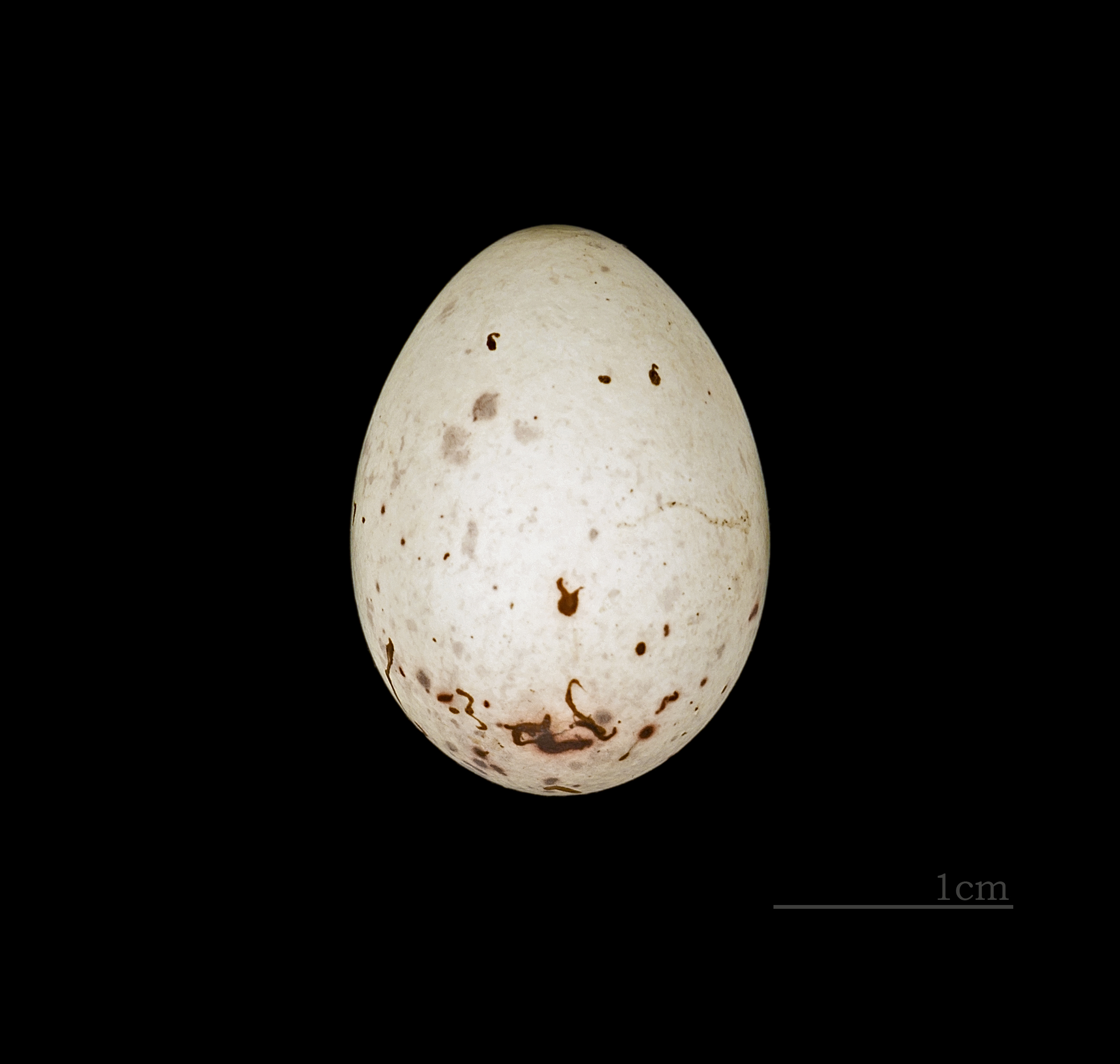
Яйце в оологічній колекції

Моногам. Гніздиться переважно в соснових лісах, гніздо влаштовує на краю лісу. Період гніздування триває з грудня до кінця червня, проте здебільшого — з середини березня до середини квітня. Гніздо — груба, товстостінна споруда із сухих гілочок, кори, лишайників і хвої; всередині м'яка вистилка з пір'я або шерсті. Гніздо менше, ніж у ялинового шишкаря. Зазвичай гніздо будує біля совбуру, на бічній гілці або в розвилці на висоті до 20 м від землі. Зазвичай відкладає 3—4 яйця. Період інкубації триває від 14 до 16 днів. Під час висиджування кладки і вигодовування пташенят самка не залишає гніздо. Самець постійно годує самку і пташенят. Пташенята залишають гніздо через 18-22 дні після вилуплення. Ще протягом місяця після цього їх підгодовують батьки, оскільки у молодих птахів наддзьобок і піддзьобок не перехрещені і вони не здатні самостійно витягувати насіння з шишок.

## Живлення
Живляться насінням шишок сосни звичайної але за браком їжі споживає також насіння європейської кедрової сосни та сосни сибірської. Іноді їжею є насіння вільхи і модрини, але рідко — ялини. Інколи шишкар сосновий живиться зеленими шишками. Ягоди (особливо кущові) і сережки вільхи доповнюють його раціон. Пташенят вигодовують комахами, а також насінням з шишок, які відригують для них батьки.

## Охорона
Вид включено до Додатку ІІ Бернської конвенції.